# Marcenay
Marcenay is een gemeente in het Franse departement Côte-d'Or (regio Bourgogne-Franche-Comté) en telt 115 inwoners (2009). De plaats maakt deel uit van het arrondissement Montbard.
De Abdij van Molesme had in de Middeleeuwen de nodige bezittingen in de buurt van Marcenay, vandaar dat er nog de muren te zien zijn van de Grange aux Dimes, de plaats waar de boeren hun pacht in de vorm van een tiende aan graan kwamen brengen. De buitenmuur hiervan is te zien in de Rue du Pont Neuf en is heel karakteristiek door de enorme steunberen. De monniken van de abdij groeven in Marcenay ook een grote vijver.

## Geografie
De oppervlakte van Marcenay bedraagt 9,3 km², de bevolkingsdichtheid is dus 12,4 inwoners per km².
De onderstaande kaart toont de ligging van Marcenay met de belangrijkste infrastructuur en aangrenzende gemeenten.

## Demografie
Onderstaande figuur toont het verloop van het inwonertal (bron: INSEE-tellingen).